# نگهبانان (رمان)
نگهبانان رمانی علمی-تخیلی برای نوجوانان از جان کریستوفر است که اولین‌بار در سال ۱۹۷۰ توسط انتشارات همیلتون به چاپ رسید.
داستان در سال ۲۰۵۲ می‌گذرد، انگلستان به دو بخش تقسیم شده است: جامعه شهرنشین با شهرهای پرجمعیت، و قسمت اعیان‌نشین. از این دو بخش در برگردان فارسی این کتاب با نام‌های شهر و شهرستان نام برده شده‌است. جامعه شهری با تکنولوژی‌های جدید و فراگیر همراه است اما در شهرستان ارباب‌نشین‌های قرن نوزدهم انگلستان وجود دارد. داستان درباره جوانی یتیم با نام راب است که زندگی در هر دو قسمت را تجربه می‌کند و حقیقت واقعی حکومت را می‌فهمد.
این کتاب برای جان کریستوفر جایزه سال رمان نوجوانان گاردین را به همراه داشت که از سوی روزنامه گاردین اعطا می‌شود. در سال ۱۹۷۶ نیز برگردان آلمانی این کتاب جایزه بخش داستان نوجوانان دویچر جوگندلیتراتورپریس را گرفت.
در ۱۹۸۶ کانال تلویزیونی آلمانی آآردی اقتباسی از آن را با همین نام پخش کرد.

## داستان
راب، نوجوان چهارده ساله‌ای است که در شهر مرکزی لندن بزرگ زندگی می‌کند و پس از مرگ پدرش یتیم می‌شود. او را به مدرسه شبانه‌روزی ایالتی می‌فرستند و او در آنجا با آزار بزرگترها به فکر فرار به شهرستان می‌افتد. جایی که بعدها می‌فهمد مادرش نیز از آنجا برای بودن با پدرش فرار کرده‌است. او موفق به گذشتن از حصار مرزی شده و در آنسوی مرز با آشنا شدن با نوجوانی با نام مایک به خانه آنها می‌رود و با اسم جعلی به عنوان فامیلی دور که از خارج آمده با آنها زندگی می‌کند. او در آنجا با آداب و رسوم شهرستان و اعضای خانواده آشنا می‌شود.
پس از مدتی در شهرستان شورشی رخ می‌دهد که مایک نیز در آن درگیر است. پس از فروکش کردن شورش، مایک مجبور به فرار به شهر می‌شود. راب درمی‌یابد که نگهبانان (ماموران حکومت) برای آرام نگه‌داشتن مردم چه تکنولوژی‌ها و روش‌هایی را بکار می‌برند. آنها او را می‌بینند و به او می‌فهمانند که از ابتدا می‌دانستند که او از کجا آمده و از او می‌خواهند که اطلاعاتی درباره سران شورش به آنها بدهد و پس از آن از او می‌خواهند که به آنها بپیوندد تا زندگی راحتی داشته باشد.
فکرهایی به سر راب می‌زند؛ اینکه با نگهبانان همکاری کند و زندگی راحتی داشته باشد یا اینکه آزاد باشد و به شورشیان بپیوندد. در پایان کتاب او را می‌بینیم که نیمه‌شب به آهستگی از خانه بیرون رفته و به سمت حصار مرز می‌رود. او آزادی را برگزیده است.